# 羅加泰茨市鎮

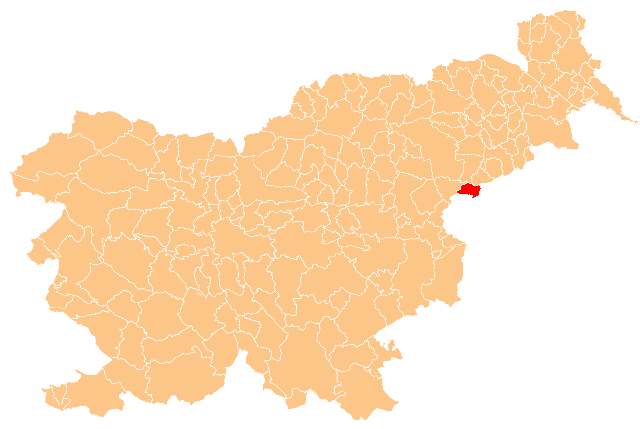

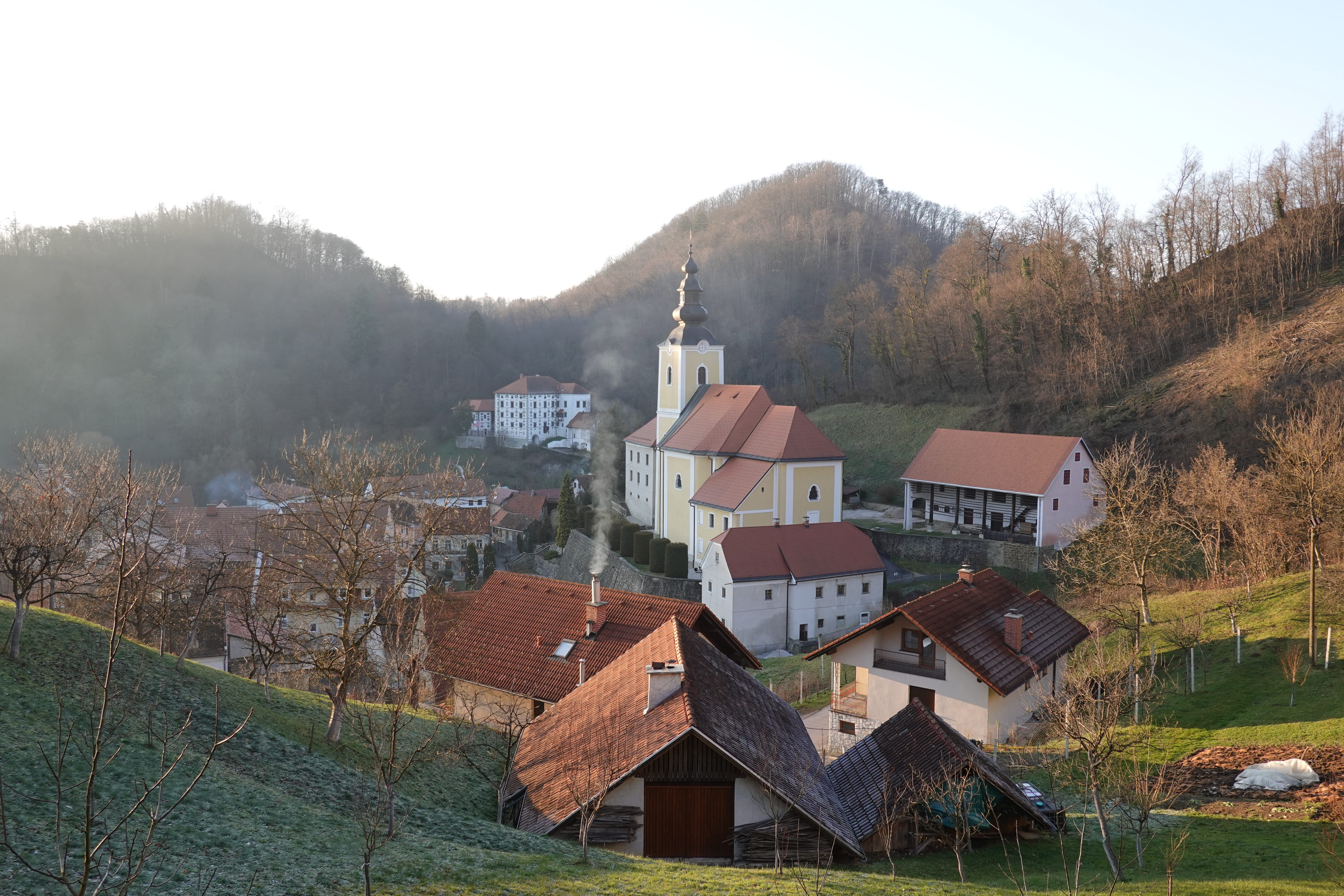
羅加泰茨

羅加泰茨市鎮是斯洛文尼亞東部的一個市镇，行政中心為羅加泰茨，與克羅埃西亞接壤。市镇面積为39.6平方公里，2010年人口3,162。

## 外部連結
- 官方网站  （斯洛文尼亚文）
- Municipality of Rogatec on Geopedia （页面存档备份，存于）